# Johnston McCulley
Johnston McCulley (nacido como Arthur Johnston McCulley; Ottawa, Illinois, 2 de febrero de 1883 -  Los Ángeles, California, 23 de noviembre de 1958) fue un periodista, escritor y guionista estadounidense, creador del personaje El Zorro.

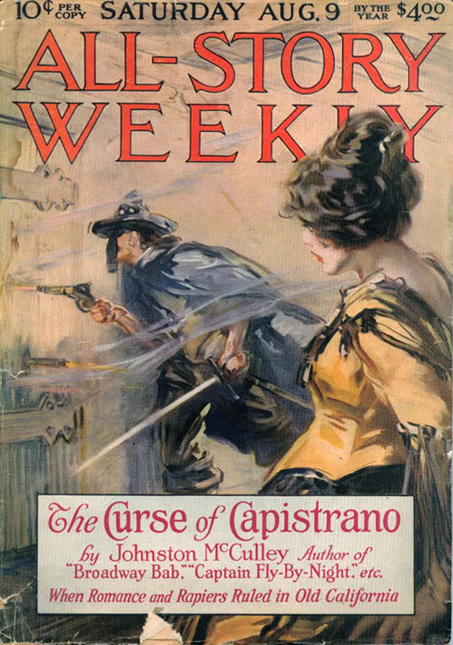
Portada de All-Story Weekly (1919) con La maldición de Capistrano.

## Biografía y carrera profesional
Comenzó su carrera como reportero policial en el periódico de prensa amarilla The Police Gazette, sirviendo más tarde como oficial de Relaciones Públicas del Ejército de los Estados Unidos durante la Primera Guerra Mundial.
Aficionado al tema histórico, comenzó a escribir historietas, usando con frecuencia el ambiente de Alta California como fondo.
Su personaje El Zorro apareció por primera vez en La maldición de Capistrano, publicado en 1919 en la revista pulp All-Story Weekly en cinco partes. Fue llevada al cine por Douglas Fairbanks en 1920 en la película La marca del Zorro, que obtuvo un gran éxito.

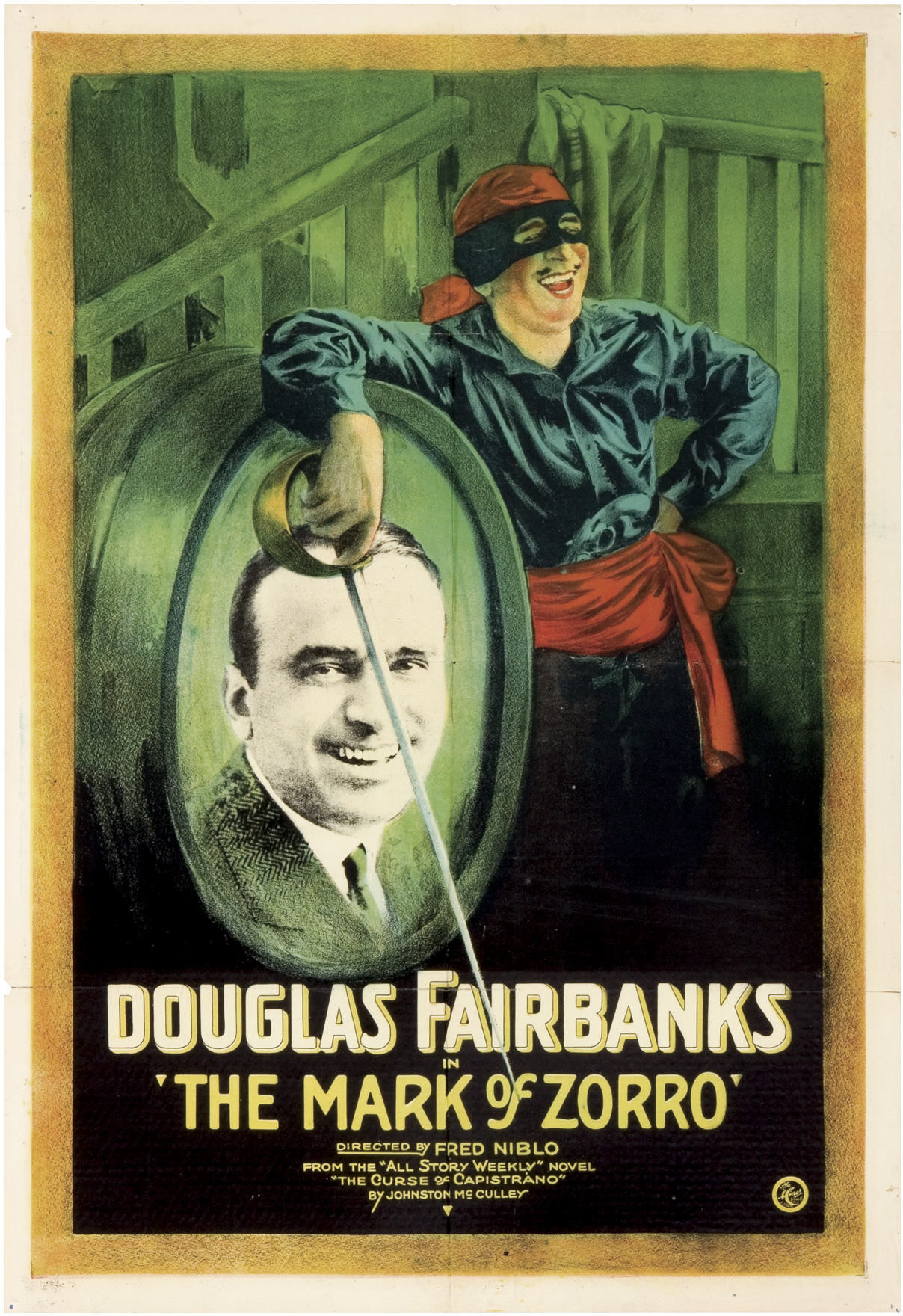

 En 1924 apareció la historia publicada en libro con el mismo título que la película, La marca del Zorro. La historia se tradujo a 26 idiomas y se difundió en el mundo entero.
El personaje del Zorro apareció en un total de cinco historias serializadas y 57 cuentos cortos, el último de los cuales apareció impreso póstumamente en 1959, un año después de la muerte del autor.
Creó los personajes de cómic The Black Star y The Crimson Clown. Escribió cientos de cuentos, 50 novelas y numerosos guiones para el cine y la televisión.